# تزيرميادون (لاسيثي)
تزيرميادون (Τζερμιάδον) هي مدينة في لاسيثي في اليونان.